# Yvon Bonhomme
Yvon Bonhomme est un leader politique haïtien , ancien directeur général du  Ministère des Haïtiens vivant à l'étranger et président du parti politique Patriyot Rasanble pou Sove Lakay (PARASOL).

## Biographie
Yvon Bonhomme est un leader politique haitien. Il est Président-Fondateur du Parti politique PARASOL (Patriyòt  Rasanble pou Sove Lakay) et ancien directeur général du Ministère des Haïtiens Vivant à l'Etranger (MHAVE). Il a occupé d'autres fonctions dans l'administration publique haitienne comme: Ex-directeur de Cabinet de l'Ancien Sénateur de l'Ouest Yvon Neptune fin 1999 - debut 2000, membre  de Cabinet des Premiers Ministres Laurent S. Lamothe, Evans Paul, Jacques Guy Lafontant et  aussi celui de l'Ex-Directeur Général de FAES (Fonfs d'Assistance Economique et Social...).
En date du 25 octobre 2018, par  un arrêté présidentiel il est nommé Directeur Général du Ministère des Haitiens Vivant à l'Étranger. La ministre des affaires sociales et du travail, Marie Élise Gelin, qui  a procédé à l’installation d’Yvon Bonhomme qui remplace à ce poste, Yolette Mingual, ancienne conseillère électorale.
Toujours en 2018 , M.Yvon Bonhomme occupe le  poste de directeur général du Ministère des Haïtiens. Vivant à l’Étranger. Le parti politique Patriyòt Rasanble pou Sove Lakay (PARASOL), fait son retour sur la scène politique.
En mars 2019 il a étét invité à une conférence de presse à Petit-Goâve , comme conferencier sous le thème " Défendre les plus faibles , protéger les plus forts dans le cadre d'un équilibre social.
À l'issue de cette rencontre un grand rassemblement des personnes à mobilités reduites , des Madan Sara  ont exposé du haut de la tribune leurs besoins et leurs aspirations.
En date  25 septembre 2017 , le président du PARASOL Me Yvon Bonhomme intervient à l'émission Dil Jan'l Ye  .
Yvon Bonhomme milite  contre la violation du droit international de l'environnement en Haïti ainsi que celle basée sur les genres (VGB). Il lutte également contre la corrupción dans l'administration publique haitienne et plaide pour un Etat de droit axé sur l'inclusion, la justice et la bonne gouvernance en particulier.

### Crises et dénonciations
En date 10 décembre 2019, le président  du Parti  politique Patriyot Rasanble pou Sove Lakay (PARASOL), M. Yvon Bonhomme, s’est fait accompagner de plusieurs personnes issues de différentes couches sociales du pays : des Madan Sara, des paysans, des enfants, des personnes à mobilité réduite, à l’occasion du 71e anniversaire de la journée internationale de la déclaration universelle des droits de l’homme, et par devant l’Office de la Protection du Citoyen, a déposé une plainte contre X pour les infractions et torts causés à la société haïtienne en général et contre le gouvernement de la République dominicaine pour violation des droits humains en matière d’apatridie au regard de l’arrêt 168-13 de la Cour constitutionnelle dominicaine.
Le 15 novembre 2021, le président du parti politique Patriyòt rasanble pou sove lakay, Yvon Bonhomme, a critiqué le leader de la plateforme politique “Pitit Desalin”, Jean-Charles Moïse qui, dit-il, était de mèche avec le pouvoir PHTK.
Dans le même temps, il a dénoncé l’ex première dame de la République, Martine Moïse, qui, selon lui, utilise le cadavre de son mari pour mener sa campagne électorale .
Le président du parti politique PARASOL, Yvon Bonhomme, a accusé tout de go les politiciens du pays qui pratiquent « la voyoucratie en lieu et place de la démocratie ». Selon lui, Jean Charles Moïse, leader de la plateforme politique Pitit Dessalin  était le conseiller de l’ancien président Jovenel Moise, il était en dialogue constant avec l’ancien président Michel Joseph Martelly.
Soit un jeudi 2 juillet 2020, l’ancien directeur du Ministère des Haïtiens Vivants à l’Étranger, Yvon Bonhomme Dans une interview accordée à l’émission « TI KOZE AK TT sur TripFoumi Enfo, a dénoncé un vaste scandale de corruption et pense que le MHAVE est le plus corrompu des ministères en Haïti.
Il plaide en faveur de sa fermeture pour cause de corruption, fraudes et malversations.
Lors de son interview, il déclare avoir été tenté d’être soudoyé à plusieurs reprises par le Directeur Administratif, Beauvil Vilma. Son refus de s’associer à la corruption a été à la base de sa révocation. Il critique également l’actuel ministre de cette institution, Louis Gonzague Day qui dit-il, ne comprend pas le fonctionnement des institutions publiques et encourage la corruption au sein du MHAVE au détriment des citoyens.